# Василевич Марія Вікторівна
Марія Вікторівна Василевич (біл. Марыя Віктараўна Васілевіч, нар. 9 квітня 1997, Мінськ, Білорусія) — білоруська модель, державний і політичний діяч. Переможниця конкурсу "Міс Білорусь-2018 ", учасниця конкурсу краси "Міс світу " у грудні 2018 року, є депутатом Палати представників Національних зборів Республіки Білорусь з 2019—2024 року.

## Біографія
Марія Василевич народилася 9 квітня 1997 року в місті Мінську у родині військового та виховательки дитячого садка.
Після закінчення школи у 2014 році вступила до Білоруського державного економічного університету, де навчалася на факультеті державного управління, менеджменту та економіки, закінчення якої відсвяткувала влітку 2019 року.
Має вищу освіту, закінчила Білоруський державний економічний університет за спеціальністю «Державне управління» за програмою бакалаврату у 2018 році; також закінчила магістратуру Білоруського державного економічного університету за спеціальністю «Економіка».
Працювала спеціалістом з розвитку бізнесу ТОВ «ТДІ Промоівент» (рекламне агентство).
Працювала редактором відділу редакторів головної дирекції підготовки телепрограм генерального продюсерського центру Белтелерадіокомпанії.
Потім Василевич знайшла роботу ведучої на передачі «Добрай раніцы, на телеканале Беларусь 1!». Проте Марія швидко зрозуміла, що формат, заданий сценарієм, не задовольняє її амбіції.
Тоді Василевич розпочала свою кар'єру як фотомодель. Вона стала підробляти на зйомках та показах у 18 років, але у конкурсах краси спочатку брати участь відмовлялася. Проте у 21 рік Марія змінила думку та прийшла на національний конкурс, де несподівано для себе взяла корону.
Спочатку Васильович стала переможницею національного конкурсу краси «Міс Білорусь-2018», фінал конкурсу відбувся 4 травня 2018 року у Мінську. Заохочувальними призами для переможниці стали позашляховик Geely Atlas та 12 000 білоруських рублів (еквівалентно 5945 доларів США).
У грудні 2018 року Василевич вирушила до Китаю, де в ряді 118 привабливих суперниць доводила свою перевагу в миловидності, розумі та таланті. Білорусьці вдалося пробитися до п'ятірки найкрасивіших жінок планети, її визнали найкращою на Європейському континенті. Представляла країну на конкурсі «Міс Світу». Марія увійшла до числа призерів конкурсу та посіла 3 місце серед учасниць конкурсу, отримавши звання «Міс світу Європи».
8 січня 2019 року президент Лукашенко удостоїв її премії «За духовне відродження» — «за значний внесок у розвиток міжнародного культурного співробітництва та активну благодійну діяльність».
12 лютого 2019 року стала зоряним послом ІІ Європейських ігор 2019 року.

## Політична діяльність
Восени 2019 стало відомо, що Василевич йде на парламентські вибори. Її висунули кандидатом від 104-го Кальварійського виборчого округу міста Мінська. Глава Центрвиборчкому скептично оцінила цю новину. Єрмошина підкреслила, що 22-річній дівчині до народу йти нема з чим. Після цього в ситуацію втрутився президент: під час відвідування Академії управління при президенті він зробив заяву на цей рахунок, дорікнувши Єрмошиній, що та не чує слів президента про те, що майбутнє належить молоді.
В результаті Марія Василевич пройшла до Парламенту від 104-го Кальварійського виборчого округу. Однак серед усіх 110 округів вона набрала найменшу кількість голосів — 28,94 %.
Є членом Постійної комісії з прав людини, національних відносин та засобів масової інформації, а також членом постійно діючих робочих груп Національних зборів із співробітництва з парламентами Бельгії, Брунею, Індії, Польщі та Саудівської Аравії.
2020 року Білорусь охопили протести. Вони розпочалися ще в період передвиборчих кампаній і загострилися у серпні, коли тисячі обурених громадян вийшли на вулиці, щоб висловити своє невдоволення результатами президентських виборів. Вони відмовилися визнати законним чергове обрання Лукашенка, що вилилося у масові заворушення. 13 серпня 2020 року Василевич привернула увагу ЗМІ та блогосфери своїм зверненням до підписників в «Інстаграмі» із закликом зупинити насильство на вулицях білоруських міст під час протестів проти чинної влади.

## Скандал із західними ЗМІ
Після обрання Василевич депутатом Палати представників деякі західні ЗМІ (зокрема, британська The Times) опублікували статті, в яких говорили про романтичний зв'язок Василевич з президентом Білорусії Олександром Лукашенком, у компанії якого дівчина неодноразово з'являлася на різних заходах. У своєму пості в соціальній мережі Instagram Василевич висловилася за свободу слова, але й про те, що необхідно нести відповідальність за сказане. Особливо якщо пише журналіст. Також Марія поскаржилася на те, що відоме світове видання дозволяє собі публікувати брехливі факти.